# IC 150
IC 150 ist eine Spiralgalaxie vom Hubble-Typ Sb im Sternbild Fische auf der Ekliptik. Sie ist rund 251 Millionen Lichtjahre von der Milchstraße entfernt und hat einen Durchmesser von etwa 75.000 Lichtjahren.
Im selben Himmelsareal befinden sich u. a. die Galaxien NGC 664 und IC 1726.
Das Objekt wurde am 5. Dezember 1893 vom französischen Astronomen Stéphane Javelle entdeckt.